# الاتحاد الوطني الكردستاني
الاتحاد الوطني الكردستاني PUK (بالكردية: یەکێتیی نیشتمانیی کوردستان، Yekîtiya Nîştimanî ya Kurdistanê‏) هو أحد الأحزاب السياسية العلمانية الليبرالية التي تأسست في منتصف السبعينيات وحملت شعار حق تقرير المصير والديمقراطية وحقوق الأنسان للشعب الكردي في العراق، زعيم الحزب هو بافل طالباني ونائبا الرئيس هما كوسرت رسول علي وبرهم صالح.

## نبذة عن بدايات الحزب
تأسس الحزب في 1 يونيو 1975 كرد فعل للانهيار الذي منيت به الحركة الكردية بزعامة مصطفى البارزاني وحزبه الحزب الديمقراطي الكردستاني عقب توقيع اتفاقية الجزائر بين الحكومة العراقية وإيران التي كانت تدعم الحركات المسلحة الكردية مما أدى إلى انهيار كامل في الحركة الكردية وانتهى المطاف بالبارزاني إلى الولايات المتحدة الأمريكية حيث توفي فيها عام 1979 في مستشفى جورج واشنطن.
قبل هذا الانهيار كانت هناك بوادر خلافات ظهرت بين زعيم الحزب الديمقراطي الكردستاني مصطفى البارزاني وجلال طالباني الذي كان عضوا في اللجنة المركزية للحزب آنذاك مما أدّى إلى انفصال جلال طالباني عن الحزب ليشكل حلفا مع الحكومة المركزية العراقية آنذاك.
هذه العوامل مجتمعة أدّت إلى تشكيل حزب لملء الفراغ الذي خلّفه غياب الحزب الديمقراطي الكردستاني عن ساحة الصراع المسلح بين الأكراد والحكومة العراقية فبدأ الحزب على شكل ائتلاف بين 5 قوى كردية مختلفة كانت أبرزها ثوار كردستان بزعامة جلال طالباني(الذي في عام 1966 شكلت مجموعته المنشقة حلفا مع الحكومة المركزية وشاركت في حملة عسكرية ضد الحزب الديموقراطي) ومجموعة كادحي كردستان بزعامة نوشيروان مصطفى وتم الإتفاق على تسمية الائتلاف بالاتحاد الوطني الكردستاني وانتخب جلال طالباني رئيسا نوشيروان مصطفى كنائب له من 1975 حتى أواخر عام 2006 حيث أعلن استقالته من الحزب وافتتح مركز وشه أي الكلمة التي تهتم بالثقافة وتصدر المركز جريدة اسبوعية باللغة الكردية إضافة إلى موقع إلكتروني بعنوان سبه ي أي الغد www.sbeiy.com أفتتح عام 2009 قناة تلفزيونية فضائية أخبارية بعنوان KNN أي «شبكة أخبار كردستان».
كانت قاعدة الحزب تتشكّل من طبقة المثقفين من ساكني المدن على العكس تماما من الحزب الديمقراطي الكردستاني الذي كان يعتمد بكثافة على العشائر الكردية من ساكني أطراف المدن وكان الحزب ذو صبغة اشتراكية وبعد تشكيله بسنة، بدأ الحزب حملة عسكرية ضد الحكومة المركزية. توقفت هذه الحملة لفترة قصيرة في بداية الثمانينات في خضم حرب الخليج الأولى حيث عرض الرئيس العراقي السابق صدام حسين صلحا ومفاوضات مع الاتحاد الوطني الكردستاني ولكن هذه المفاوضات فشلت وبدأ الصراع مرة أخرى حيث استخدم عناصر الحزب مختلف الاساليب لاغتيال وتصفية ضباط الجيش العراقي في القطعات المنتشرة على الحدود العراقية في كردستان العراق مع إيران حتى حصلت لحزب جلال طالباني انتكاسة قاسية بعد استخدام الحكومة العراقية للأسلحة الكيميائية ضد الأكراد في عام 1988 واضطر حينها الطالباني لمغادرة شمال العراق واللجوء إلى إيران.

## الاتحاد الوطني الكرستاني بعد حرب الخليج عام 1991
بعد حرب الخليج الثانية وانتفاضة الأكراد في الشمال ضد الحكومة العراقية بدأت حقبة جديدة في حياة الحزب ومهّد إعلان التحالف الغربي عن منطقة حظر الطيران شكلّت ملاذاً للأكراد، لبداية تقارب بين الحزب الديمقراطي الكردستاني بزعامة مسعود بارزاني والاتحاد الوطني الكردستاني بزعامة جلال طالباني.ونُظمت انتخابات في كردستان العراق، وتشكلت في عام 1992 إدارة مشتركة للحزبين للأدارة اقليم كردستان في شمال العراق. غير أن التوتر بين الحزبين أدى إلى مواجهة عسكرية في اعام 1994. وبعد جهود أميركية حثيثة وتدخّل بريطاني، ونتيجة اجتماعات عديدة بين وفود من الحزبين وقع البرزاني والطالباني اتفاقية سلام في واشنطن في عام 1998.
ومن الجدير بالذكر أنه في 31 أغسطس/ آب 1996 شنت القوات العراقية هجوما على منطقة حظر الطيران في الشمال واحتلت محافظة أربيل بعد نداء للمساعدة من الحزب الديمقراطي الكردستاني أثناء الصراع المسلح بين الحزب الديمقراطي الكردستاني والاتحاد الوطني الكردستاني، حيث أجبر الاتحاد الوطني الكردستاني على مطالبة مساعدة إيران.
دخل الاتحاد الوطني الكردستاني خلال هذه السنوات في صراعات داخلية مع أحزاب كردية أخرى في شمال العراق منها الصراع السلح مع حزب العمال الكردستاني PKK بقيادة عبد الله اوجلان وبعض الأحزاب الإسلامية الكردية في شمال العراق وقد أدّى سلسلة هذه الخلافات إلى تشكيل حكومتين منفصلتين في شمال العراق حكومة بإشراف الاتحاد الوطني الكردستاني اتخذت من محافظة السليمانية مقرّا لها وحكومة أخرى بإشراف الحزب الديمقراطي الكردستاني التي اتخذت من محافظة اربيل مقرا لها.
بعد الاجتياح الأمريكي للعراق في مارس 2003، طوى الاتحاد الوطني الكردستاني خلافاتها مع الحزب الديمقراطي الكردستاني مؤقّتا ليشكلا زعامة مشتركة تطالب بـ«الحقوق القومية للأكراد» وشارك الحزب في جميع التغيرات التي طرأت على الساحة العراقية ابتداء من مجلس الحكم في العراق والحكومة العراقية المؤقتة والحكومة العراقية الانتقالية إلى مشاركتها في الإنتخابات العراقية.